# André Savonne

a Compétitions nationales et continentales officielles uniquement.

b Matchs officiels uniquement.
André Savonne, né le 18 septembre 1930 à Rochefort-du-Gard et mort le 16 novembre 2000 à Rochefort-du-Gard, est un joueur et entraîneur de rugby à XIII français évoluant au poste d'ailier.
Ses performances en club en rugby à XIII lui ont ouvert les portes de la sélection française et y devient incontournable dans les années 1950.

## Biographie
En 1996, il est fait chevalier de la Légion d'honneur, puis officier du Mérite en 1999.
Il a été maire de Rochefort-du-Gard de 1971 à 2000, ainsi que conseiller régional du Languedoc-Roussillon.
Gaulliste, il est déçu « après le retour du Général aux affaires, du peu d'intérêt que ce dernier allait portait au XIII ».
Son fils, Didier Savonne, a également été international de rugby à XIII tandis que son petit-fils William Bonet a pratiqué le rugby à XV à haut-niveau.
Un stade porte son nom sur la commune de Rochefort-du-Gard.

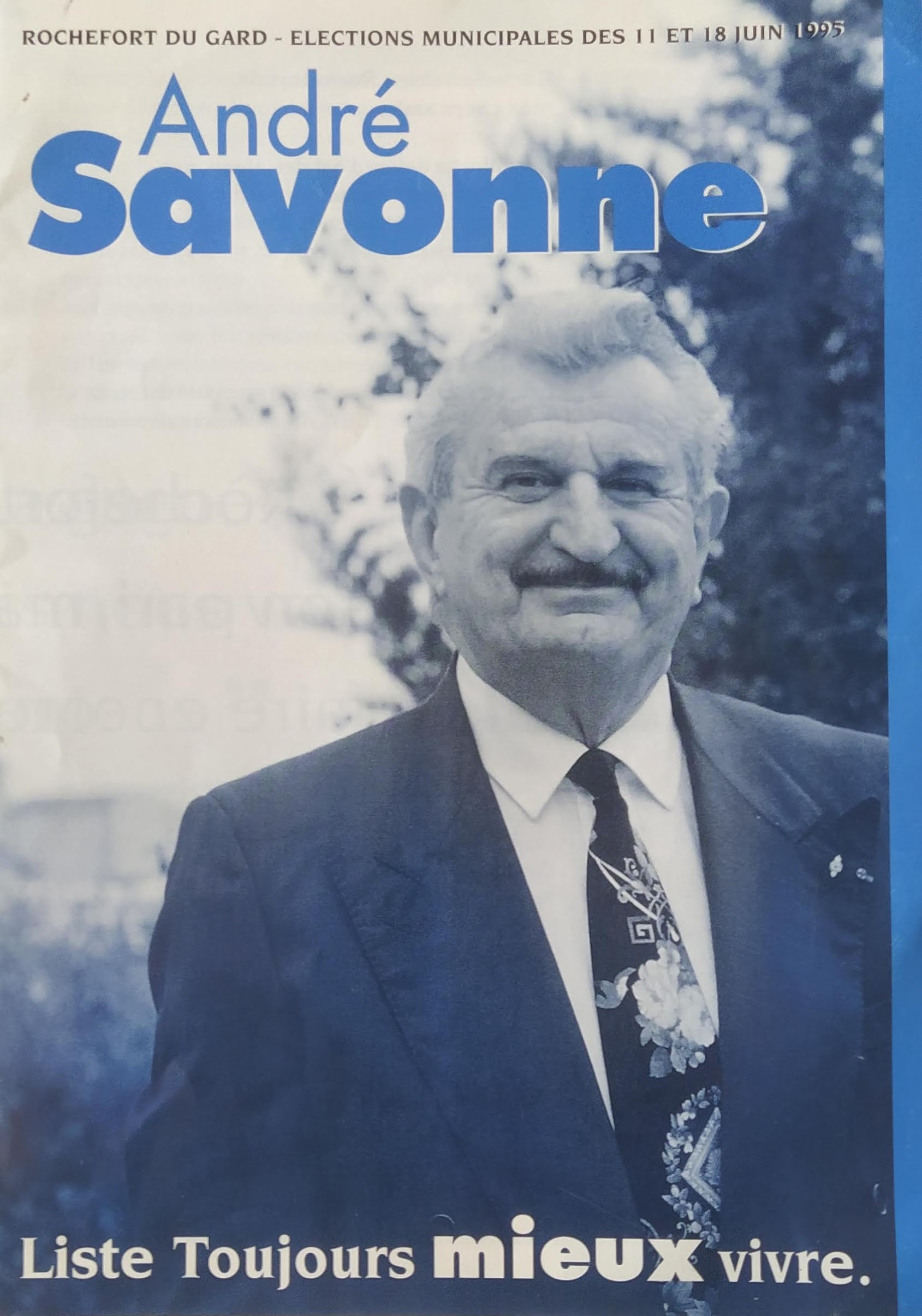

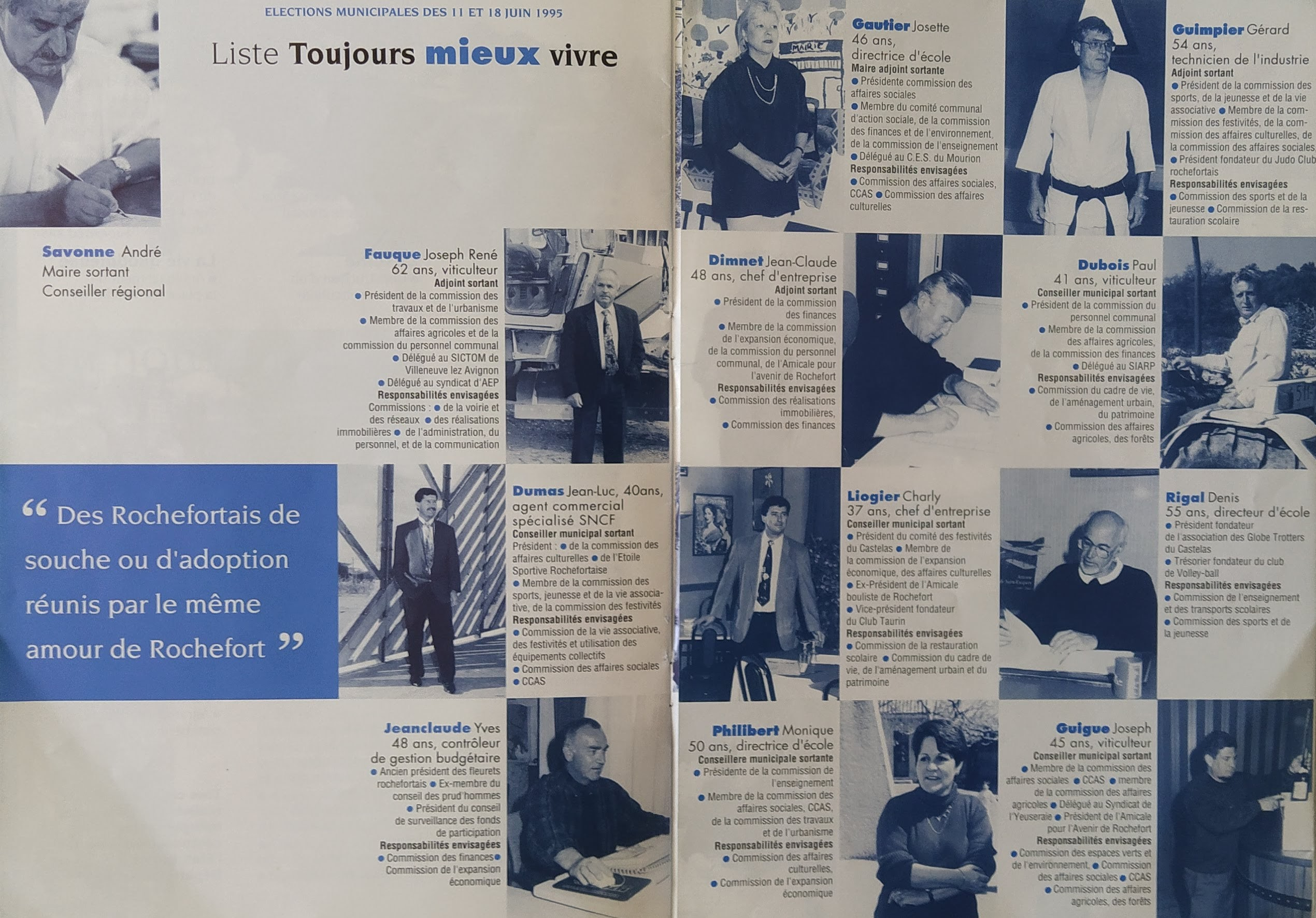
Liste d'André Savonne - Elections municipales des 11 et 18 juin 1995 - Rochefort-du-Gard

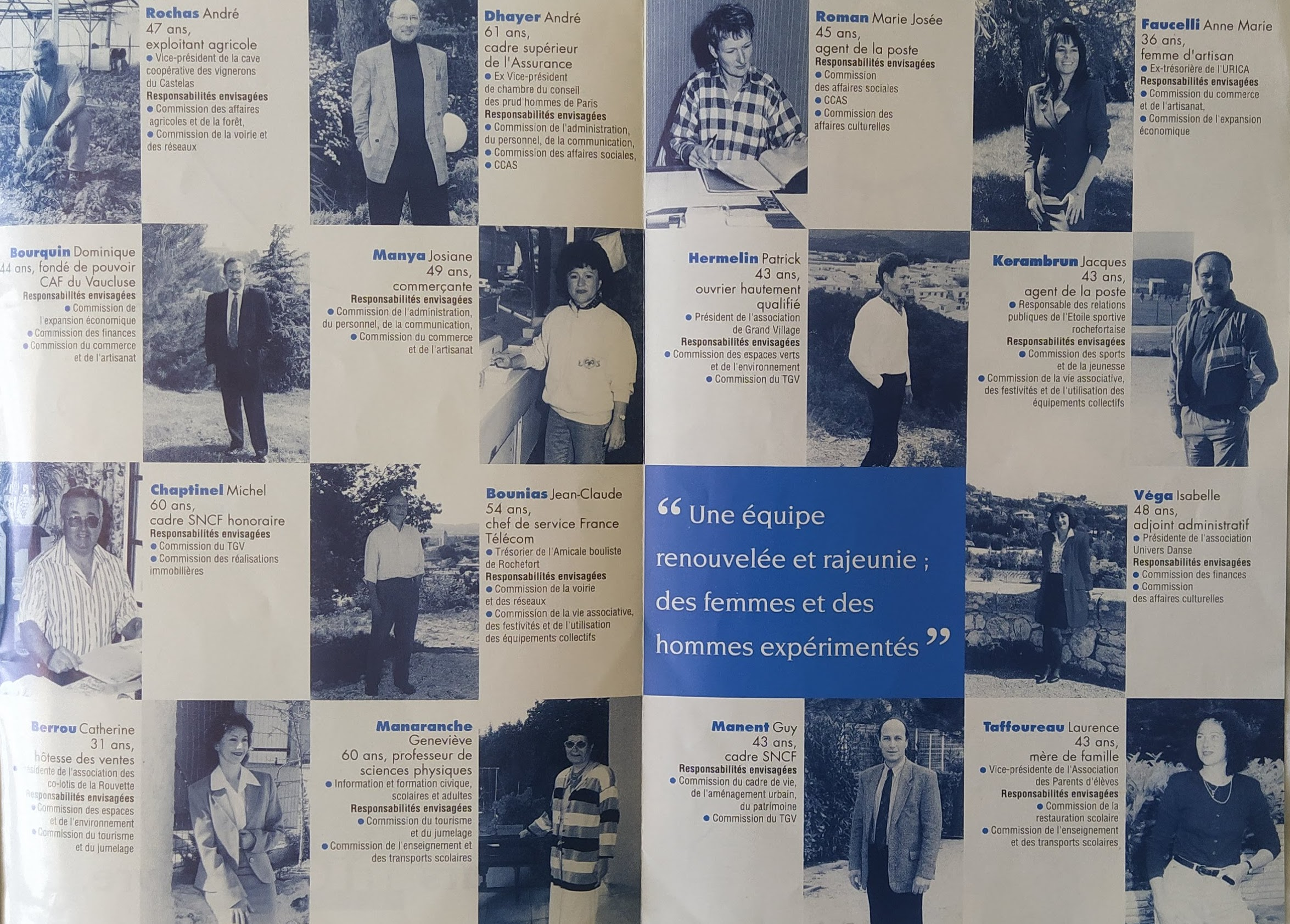

## Palmarès
- Vainqueur de la  Coupe de France : 1955 et 1956[5] (Avignon).
- Finaliste du Championnat de France : 1957 (Avignon).